# SHIBUYA BOXX
SHIBUYA BOXX（しぶやぼっくす）は、東京都渋谷区にあったライブハウス。2002年7月から2012年12月31日までの10年半にわたって営業していた。

## 概要
SHIBUYA-AX、渋谷公会堂、NHKホール、国立代々木競技場にも近く、スポンサーや建物のデザインはSHIBUYA-AXと一部共通していた。
各種ライブイベントのほかは、テレビ東京で生放送で放送していた平日の夕方17:25からの30分枠の番組（具体的には『シブスタ』や『ぶちぬき』）にも使用されていた。
収容定員はスタンディングスタイルで280名であった。オープンカフェスタイルのインターネットカフェ「SHIBUYA@FUTURE」が併設されていた。

## データ
- 所在地：東京都渋谷区神南2丁目1-1 SHIBUYA-AX向かい
建物解体後は駐車場となっている。
- 運営：シブヤエンターテイメントレビュー21（SER21）共同事業組合[1]
- 観客定員数：280人